# Liste der Aphorismen des Charles Maurice de Talleyrand

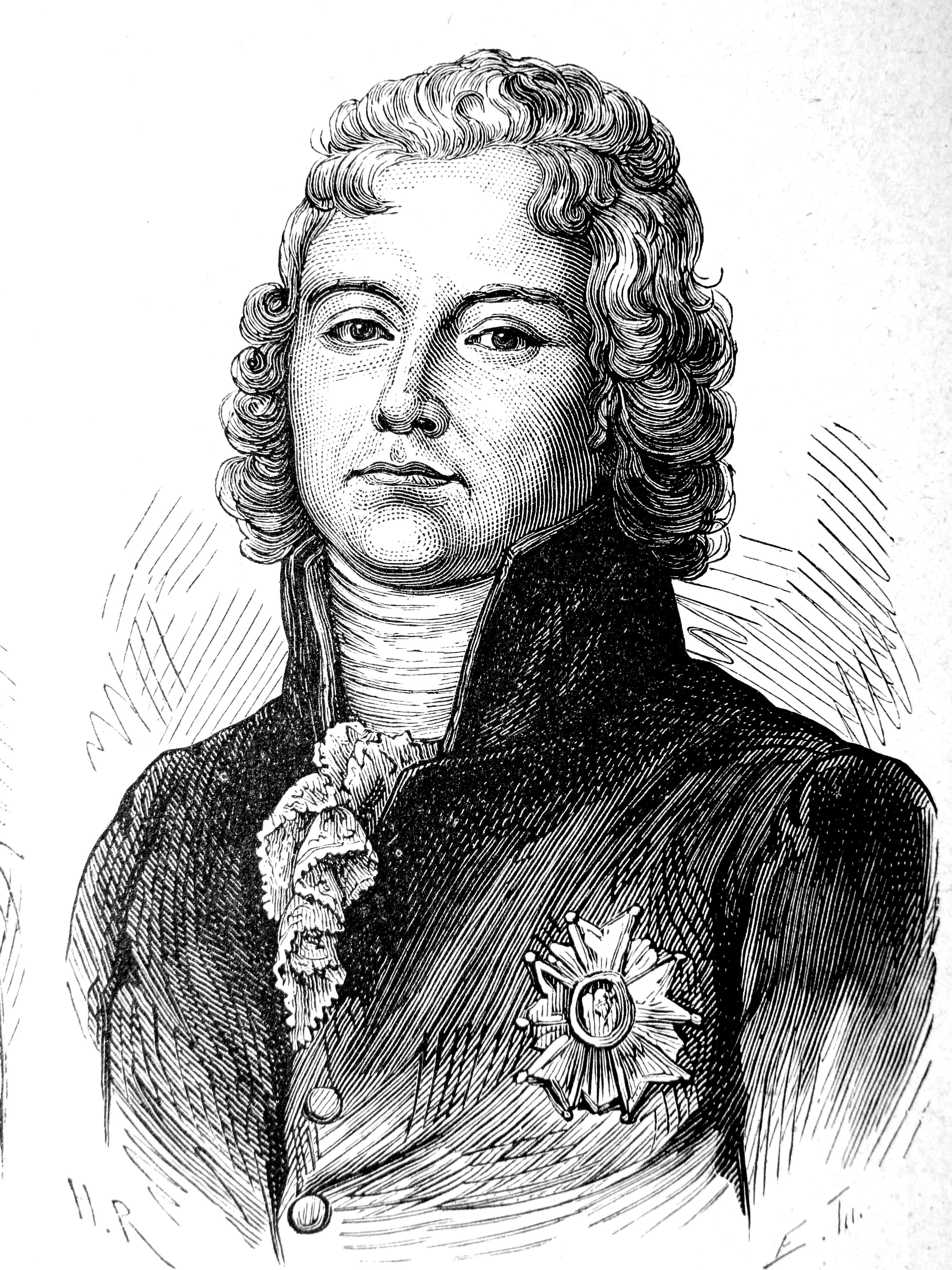
Charles-Maurice de Talleyrand-Périgord

Nicht nur seine politische Karriere, auch die Aphorismen des Charles Maurice de Talleyrand haben den französischen Staatsmann und Außenminister Charles Maurice de Talleyrand (1754–1838) berühmt werden lassen. Durch alle Regime hindurch, von der Revolution über die Restauration bis zur Regierung des Königs Louis-Philippe (und darüber hinaus auch noch römisch-katholischer Bischof, wenn auch verheiratet), behielt er politisch Oberwasser. Dazu trug die Furcht seiner Umgebung vor seinen schneidenden Urteilen bei, die sich auch in zahllosen Aphorismen niederschlugen, die er bei vielen Gelegenheiten von sich gab. Die wörtliche Überlieferung dieser Aussprüche weicht bei einigen in Details voneinander ab.
| Aphorismus | Adressat / Herkunft | Quelle                                    |
| --- | --- | ----------------------------------------- |
| Kein Abschied auf der Welt fällt schwerer als der Abschied von der Macht. | | [ 1 ] [ 2 ] [ 3 ] [ 4 ] [ 5 ] [ 6 ] [ 7 ] |
| Außenpolitik ist die Kunst, einem anderen so lange auf den Zehen zu stehen, bis dieser sich entschuldigt. | | [ 1 ] [ 3 ] [ 6 ]                         |
| Sire, Sie können mit einem Bajonett alles machen, aber Sie können nicht darauf sitzen. | | [ 5 ]                                     |
| Beleidigungen sind das Recht derjenigen, die Unrecht haben. | | [ 8 ]                                     |
| Beschäme niemals einen Menschen, so töricht und unwissend er auch sein mag, und setze ihn nie in Verlegenheit, vor allem niemals ein Kind. | | [ 5 ]                                     |
| Die wichtigste Kunst des Politikers besteht darin, neue Bezeichnungen für alte Einrichtungen zu finden, deren alte Bezeichnungen in der Öffentlichkeit anstößig geworden sind. | | [ 1 ]                                     |
| In einem Roman muss die Hauptperson ein Charakter sein; im wirklichen Leben waltet oft ein glücklicher Zufall und drängt mittelmäßige Menschen in den Vordergrund, die kein anderes Verdienst haben, als dass sie eben im entscheidenden Augenblick zur Hand waren.                                                                                     | | [ 1 ] [ 2 ]                               |
| Deserteure müsste man gleichzeitig wegen Feigheit erschießen und wegen Klugheit auszeichnen. | | [ 1 ] [ 3 ] [ 4 ] [ 5 ] [ 6 ]             |
| In den Dingen dieser Welt darf man sich nicht allein an die Gegenwart halten. Was ist, bedeutet oft sehr wenig, aber was sein wird, oft sehr viel. | Talleyrand: Memoiren | [ 1 ] [ 3 ]                               |
| Ein Diplomat, der „ja“ sagt, meint „vielleicht“, der „vielleicht“ sagt, meint „nein“ und der, der „nein“ sagt, ist kein Diplomat. Eine Dame, die „nein“ sagt, meint „vielleicht“, die „vielleicht“ sagt, meint „ja“ und die „ja“ sagt, ist keine Dame.                                                                                                  | Zu Madame Germaine de Staël | [ 1 ] [ 3 ] [ 4 ] [ 5 ] [ 6 ]             |
| Diplomaten ärgern sich nie – sie machen sich Notizen. | | [ 1 ] [ 2 ] [ 3 ] [ 4 ] [ 6 ]             |
| Diplomatie ist die Kunst, seinem verhassten Nachbarn die Kehle durchzuschneiden, ohne ein Messer zu benutzen. | | [ 2 ] [ 6 ]                               |
| * Es war schlimmer als ein Verbrechen, es war eine Dummheit. * Das ist mehr als ein Verbrechen, das ist ein Fehler. | Alternativ auch Joseph Fouché oder Antoine Boulay de la Meurthe zugeschrieben. | [ 2 ] [ 6 ]                               |
| * [Geldmangel ist ein Segen.] Niemand vermag zu sagen, wie viele politische Dummheiten aus Mangel an Geld schon verhindert worden sind. * Durch nichts in der Welt ist so viel Unsinn verhindert worden wie durch fehlendes Geld. | | [ 1 ] [ 3 ] [ 4 ] [ 6 ]                   |
| Nur Dummköpfe und Fanatiker haben überhaupt keinen Humor. | | [ 1 ] [ 3 ] [ 4 ] [ 6 ]                   |
| In England gibt es drei Soßen und dreihundertsechzig Religionen, in Frankreich drei Religionen und dreihundertsechzig Soßen. | | [ 1 ] [ 2 ] [ 4 ] [ 6 ]                   |
| Die Ehe ist das Zusammenleben zweier schlechter Launen am Tage und zweier schlechter Gerüche in der Nacht. | | [ 1 ] [ 3 ] [ 4 ] [ 6 ]                   |
| * Vor allem, kein Eifer! * Beim Eifer sind immer drei Viertel Dummheit. | | [ 1 ] [ 2 ] [ 6 ]                         |
| Jeder ist entbehrlich. Wer es nicht glaubt, ist nicht ehrlich. | | [ 6 ]                                     |
| Frankreich soll in seinen eigenen Grenzen verbleiben, das schuldet es seinem Ruhm, seiner Gerechtigkeit, seiner Vernunft, seinem Interesse und dem Interesse der Völker, die durch Frankreich frei sein werden. | | [ 6 ]                                     |
| Wenn eine Frau ein Geschenk zurückgibt, dann hasst sie wirklich. | | [ 1 ]                                     |
| Die Sorgfalt, die man der Erziehung der Frauen widmet, ist eines der sichersten Mittel, die Sitten zu verfeinern und einzuhalten. | Befürwortung des Schulbesuchs für Mädchen | [ 11 ]                                    |
| Frauen – mögt ihr euch zu ihren Füßen, zu ihren Knien begeben ... niemals jedoch verfangt euch in ihren Händen. | | [ 12 ]                                    |
| Wirklich gute Freunde machen sich erst aus dem Staub, wenn man sie dringend braucht. * Verbündete sind Freunde, die sich erst dann aus dem Staub machen, wenn man sie braucht. | | [ 1 ] [ 3 ] [ 4 ] [ 6 ]                   |
| Es gibt nichts Gefährlicheres auf der Welt als fanatische Ideen. | | [ 1 ] [ 3 ] [ 4 ] [ 6 ]                   |
| Man sollte nie der ersten Gefühlswallung nachgeben, denn sie ist edel, aber unklug. | | [ 1 ] [ 3 ] [ 4 ] [ 6 ]                   |
| Es ist nicht sehr menschenfreundlich, wenn man von einem Gegner das Schlimmste erwartet, aber es ist selten falsch. | | [ 1 ] [ 3 ] [ 4 ] [ 6 ]                   |
| Die Geschichtsschreibung ist die Unfallchronik der Menschheit. | | [ 1 ] [ 3 ] [ 4 ] [ 5 ] [ 6 ]             |
| Das Gesetz der Geschichte lautet: Steh auf, damit ich mich setzen kann. | | [ 1 ] [ 3 ] [ 4 ]                         |
| * Wer als angenehmer Gesellschafter gelten will, muss sich über Dinge belehren lassen, die ihm längst geläufig sind. * Um in der Gesellschaft Erfolg zu haben, muss man sich viele Dinge beibringen lassen, die man schon kann. | | [ 1 ] [ 2 ] [ 3 ] [ 4 ] [ 6 ]             |
| Grundsätze sind die herrschsüchtigsten aller Tyrannen, wenn man sie gewähren lässt. | | [ 1 ] [ 3 ] [ 6 ]                         |
| Verrat, Sire, ist nur eine Frage des Datums. | Zu Zar Alexander I. auf dem Wiener Kongress | [ 13 ]                                    |
| Rede nie schlecht über dich. | | [ 1 ]                                     |
| „Ja“ und „Nein“ sind die kürzesten Worte, doch sie bedürfen längeren Nachdenkens als jedes andere, bevor sie ausgesprochen werden. | | [ 1 ] [ 4 ] [ 6 ]                         |
| Kaffee muss heiß wie die Hölle, schwarz wie der Teufel, rein wie ein Engel und süß wie die Liebe sein. | | [ 2 ] [ 3 ] [ 6 ]                         |
| Kürze sollte niemals auf Kosten der Genauigkeit gehen. | | [ 1 ]                                     |
| Wer das Ancien Régime nicht kannte, wird niemals wissen können, wie süß das Leben war. | | [ 14 ] [ 15 ]                             |
| Mitten unter vielen Leuten zu sein, welch eine Belästigung! Nicht zu sein, welch ein Drama! | | [ 1 ]                                     |
| Die Liebe ist eine Wirklichkeit im Bereich der Einbildungskraft. | | [ 1 ] [ 3 ]                               |
| Ich lüge nie, doch niemand kann mich zwingen, die Wahrheit zu sagen. | | [ 1 ] [ 3 ] [ 4 ] [ 6 ]                   |
| Macht ist eine Mahlzeit, die wachsenden Appetit verursacht. | | [ 1 ] [ 3 ] [ 4 ] [ 6 ]                   |
| Nur ein Mann, der eine gescheite Frau geliebt hat, kann ermessen, was für ein Vergnügen es ist, ein Gänschen zu lieben. | | [ 1 ] [ 3 ] [ 4 ] [ 6 ]                   |
| Wie schade, Messieur, dass ein so großer Mann so schlecht erzogen ist. | Über Napoleon, nachdem dieser ihn in einem Anfall von Zorn über eine seiner Intrigen eine halbe Stunde lang vor dem versammelten Kabinettsrat mit schweren Beleidigungen überschüttet und den Raum verlassen hatte. | [ 16 ]                                    |
| Ich verzeihe den Leuten, wenn sie nicht meiner Meinung sind, aber ich verzeihe ihnen nicht, wenn sie keine eigene Meinung haben. | | [ 17 ]                                    |
| Es ist besser, auf morgen zu verschieben, was man heute nicht gut und mühelos tun kann, als Dinge in der Überstürzung zu tun, die aus dem Gefühl kommt, zu viel zu tun zu haben. | | [ 6 ]                                     |
| Nicht nachgeben bedeutet manchmal getötet werden, aber nachgeben bedeutet geschwächt werden. | | [ 18 ]                                    |
| Sich hinzusetzen und nachzudenken ist eine echte Knochenarbeit. | | [ 5 ]                                     |
| Wie überlegen wirkt doch Natürlichkeit. Ich kenne keinen Menschen, der mich beeindruckt und der sich nicht stets einfach und natürlich gibt. Gekünsteltes Verhalten ist unweigerlich ein Zeichen von Unsicherheit. | | [ 3 ] [ 5 ]                               |
| Napoleon war mit erstaunlich großen Fähigkeiten ausgestattet, aber er hat seine Mission nicht verstanden; denn seine moralische Kraft war zu gering, gleich Null. Er konnte sein Glück nicht mit Mäßigung, sein Unglück nicht mit Würde tragen, und eben weil ihm die moralische Kraft fehlte, hat er das Unglück Europas und sein eigenes verschuldet. | | [ 2 ]                                     |
| Das ist kein Ereignis, sondern bloß eine Neuigkeit. | Anlässlich der Meldung vom Tod Napoleons | [ 19 ]                                    |
| Opposition ist die Kunst, so geschickt dagegen zu sein, dass man später dafür sein kann. | | [ 1 ] [ 3 ] [ 4 ] [ 6 ]                   |
| Politik verdirbt den Charakter | Alternativ werden auch Fürst Metternich und Josef Gentz als Urheber genannt. | [ 21 ]                                    |
| Die Kunst der Politik besteht darin, das Unvermeidliche vorauszusehen und sein Erscheinen zu beschleunigen. | | [ 1 ]                                     |
| Wenn man die Redlichkeit eines Politikers allzu laut betont, zweifelt man an seinen Fähigkeiten. | | [ 1 ] [ 3 ] [ 4 ] [ 5 ] [ 6 ]             |
| Mein Prinzip war immer, kein Prinzip zu haben. | | [ 1 ] [ 3 ]                               |
| Der Reichtum ändert die Menschen nicht, er zieht ihnen nur die Masken herunter. | | [ 1 ]                                     |
| Nichts verschafft mehr Ruhe als ein gefasster Entschluss. | | [ 1 ] [ 3 ] [ 6 ]                         |
| Meuchelmord ist die in Russland übliche Weise der Thronentsetzung. | | [ 2 ] [ 6 ]                               |
| Das Vernünftigste beim Schachspiel ist, die Soldaten des Gegners zu opfern. | | [ 1 ]                                     |
| Die Sprache ist dem Menschen gegeben, um seine Gedanken zu verbergen. | Zum spanischen Gesandten Izquierdo, 1807. Ähnlich soll sich Joseph Fouché geäußert haben. Es geht wahrscheinlich auf eine Vorlage von Voltaire zurück.                                                              | [ 1 ] [ 2 ] [ 3 ] [ 6 ]                   |
| Wenn du die Menschen in den Tod führst, sag ihnen, du führst sie zum Ruhm. | | [ 1 ]                                     |
| Statistik ist das richtige Addieren falscher Ziffern. | | [ 6 ]                                     |
| Treu bis in den Tod sind nur die Dummköpfe. Die Treue hat ihre Grenze im Verstand. | | [ 1 ] [ 2 ] [ 3 ] [ 6 ]                   |
| Was übertrieben ist, ist wertlos. | | [ 3 ]                                     |
| Wenn die Unfähigkeit einen Decknamen braucht, nennt sie sich Pech. | | [ 1 ] [ 3 ] [ 4 ] [ 5 ] [ 6 ]             |
| Nützliche Unklarheiten in den Staatsverträgen sind eine hohe Kunst. | | [ 1 ] [ 3 ] [ 6 ]                         |
| Ein Verheirateter mit Kindern würde für Geld alles tun. | | [ 1 ]                                     |
| Welche unsinnige Vermessenheit, die Welt durch Abstraktionen, Analysen, durch die schwankenden Begriffe von Freiheit und Gleichheit und durch eine rein metaphysische Moral regieren zu wollen! Die beklagenswerten Folgen dieser Hirngespinste haben wir selbst erlebt.                                                                                | Talleyrand: Memoiren | [ 1 ]                                     |
| Unwandelbarkeit in der Politik ist nur ein anderer Ausdruck für Mangel an Verstand. | | [ 2 ]                                     |
| Menschen, die der Versuchung widerstehen, verschieben nur ihre Kapitulation auf morgen. | | [ 1 ] [ 3 ] [ 4 ] [ 6 ]                   |
| Wer eine Wahrheit verbergen will, braucht sie nur offen auszusprechen – sie wird einem ja doch nicht geglaubt. | | [ 1 ] [ 3 ] [ 4 ] [ 5 ] [ 6 ]             |
| Es gibt etwas, was noch schlimmer ist als die Verleumdung: die Wahrheit. | | [ 1 ]                                     |
| Es gibt drei Arten von Wissen: Das Wissen an sich, das Wissen um die Lebensart und das Wissen, wie man etwas tut. Die beiden letzteren machen im Allgemeinen das erste überflüssig. | | [ 23 ]                                    |
| Gebt mir zwei Worte eines Menschen, und ich bringe ihn an den Galgen. | | [ 6 ]                                     |
| Man muss die Zukunft im Sinn haben und die Vergangenheit in den Akten. | | [ 1 ] [ 2 ] [ 3 ] [ 4 ] [ 5 ] [ 6 ]       |
| Mein Interesse an der Zukunft liegt darin, dass ich dort den Rest meines Lebens verbringen werde. | | [ 5 ]                                     |
| * Sie ist unerträglich, aber das ist ihr einziger Fehler. * Manche Menschen sind unausstehlich, aber das ist auch ihr einziger Fehler. | | [ 1 ] [ 2 ] [ 3 ] [ 6 ]                   |
| Mancher hält sich für taub, bloß weil nicht mehr über ihn gesprochen wird. | | [ 1 ] [ 3 ] [ 4 ] [ 5 ] [ 6 ]             |
| Wer lange genug gelebt hat, hat alles gesehen und auch das Gegenteil von allem. | | [ 1 ] [ 2 ] [ 3 ] [ 4 ] [ 6 ]             |